# Плющево (Вологодский район)
Плющево — деревня в Вологодском районе Вологодской области.
Входит в состав Новленского сельского поселения, с точки зрения административно-территориального деления — в Новленский сельсовет.
Расстояние по автодороге до районного центра Вологды — 65 км, до центра муниципального образования Новленского — 5 км. Ближайшие населённые пункты — Есюнино, Олешково, Подолец, Келебардово, Жуково.
По переписи 2002 года население — 12 человек.